# Locomotion robotique
La locomotion robotique est le nom collectif des différentes méthodes que les robots utilisent pour se déplacer d'un endroit à l'autre.
Les robots à roues sont généralement assez efficaces sur le plan énergétique et simples à contrôler. Toutefois, d'autres formes de locomotion peuvent être plus appropriées pour un certain nombre de raisons, par exemple pour traverser un terrain accidenté, ainsi que pour se déplacer et interagir dans des environnements humains. En outre, l'étude des robots bipèdes et des robots ressemblant à des insectes peut avoir un impact bénéfique sur la biomécanique.
Un objectif majeur dans ce domaine est de développer les capacités des robots à décider de manière autonome comment, quand et où se déplacer. Cependant, il est difficile de coordonner de nombreuses articulations de robots, même pour des questions simples, comme la négociation des escaliers. La locomotion autonome des robots est un obstacle technologique majeur pour de nombreux domaines de la robotique, tels que les humanoïdes (comme l'Asimo de Honda). 